# Marmota sibirica
A Marmota Sibirica ou Marmota Tarbagan  é uma espécie de roedor da família Sciuridae . É encontrado na China (Mongólia Interior e Heilongjiang),Mongólia Norte e Ocidental e Rússia (sudoeste da Sibéria, Tuva, Transbaikalia).No Altai mongol, a cordilheira se sobrepõe à da marmota cinza. A espécie foi classificada como ameaçada de extinção pela IUCN em 2008. Esse declínio é atribuído principalmente à exploração por empreendimentos humanos (alimentos, peles, esporte) e doenças (a praga).
Duas subespécies são reconhecidas:
- Em. sibirica
- Em. caliginoso

## Características da Marmota Sibirica
Essas marmotas são roedores com corpos robustos e membros curtos. Elas pesam entre 6 e 8 kg e medem 50 a 60 cm de comprimento. Suas caudas são espessas e com aproximadamente metade do comprimento do corpo.
Seu pelo é principalmente de cor marrom, comprimento médio e textura fina. Essa tonalidade sofre pequenas alterações sazonais, do marrom acinzentado claro na primavera ao marrom avermelhado no final do outono.
Uma das características esqueléticas mais importantes dessa espécie é a mandíbula, tanto em tamanho quanto em forma. Esse recurso ajuda a colocar os exemplares dentro de árvores filogenéticas com base morfológica. O tamanho da mandíbula também é extremamente dimórfico, com machos apresentando mandíbulas significativamente maiores que as fêmeas.

## Reprodução da Espécie
As marmotas sibiricas se acasalam em grupo, o que significa que elas se reproduzem com indivíduos das colônias da família em que vivem. Assim, os relacionamentos são monogâmicos ou poliândricos.
Esses animais tradicionalmente se reproduzem a cada 2 anos em abril, após um rendimento bem-sucedido da prole. A gestação dura aproximadamente 40 a 42 dias. Os nascimentos ocorrem no final de maio e os filhotes emergem da toca em junho.
O tamanho da ninhada é geralmente entre 4 e 6, mas a marmota sibirica pode produzir ninhadas de até 8 filhotes. O desmame dura de 28 a 46 dias.
A espécie exibe um comportamento único chamado reprodução retardada. Ela é capaz de se reproduzir muito mais cedo do que quando realmente o faz. Essa capacidade é medida pelo índice de maturidade, que é uma proporção entre o tamanho atual de um organismo e o tamanho de um adulto. Com isso, as fêmeas geralmente se reproduzem aos 2 anos de idade.
Os animais sofrem atraso de dispersão. Esse é um traço comportamental que leva os filhotes a permanecer com seu grupo natal por mais tempo do que o necessário. Eles não deixam suas tocas parentais até pelo menos 3 anos de idade. Outros membros da colônia também fornecem parentalidade, principalmente na forma de hibernação de grupo no inverno.

## Como um animal de caça
A marmota tarbagan é comida há séculos na culinária nativa da Mongólia e, em particular, em um prato local chamado boodog. A carne é cozida inserindo-se pedras quentes, pré-aquecidas no fogo, na cavidade abdominal de uma marmota desossada. A pele é então amarrada para fazer um saco dentro do qual a carne cozinha. caça de marmotas para alimentação é normalmente feita no outono, quando os animais estão mais pesados, pois estão se preparando para a hibernação.
O explorador russo Richard Maack, que encontrou tarbagans no Vale Ingoda, na Sibéria, descreveu a caça aos tarbagans da seguinte forma:
"Caçar o tarbagan é bastante difícil. Não é fácil se aproximar de um tarbagan com um tiro de rifle; além disso, o animal cauteloso nunca se afasta de sua toca e, se não for morto imediatamente, sempre consegue se esconder na toca. Nesse caso, é preciso desenterrá-lo, o que envolve muito trabalho, pois as tocas dos tarbagans são bastante profundas."

## Importância Econômica para Humanos

### Positiva
As populações locais na Mongólia usam a carne das marmotas como alimento e suas partes do corpo como remédio. O óleo retirado desse animal contém altos níveis de corticosterona. É tradicionalmente usado como condicionador de couro, suplemento dietético, remédio para queimaduras, anemia e tuberculose.
As peles são usadas localmente e vendidas no comércio nacional e internacional.

### Negativa
Epizootias da peste ocorrem em marmotas tarbagan no nordeste da China e na Mongólia, como a praga da Manchúria de 1910-1911. A peste nas marmotas tem a forma pneumônica, disseminada pela tosse das marmotas. A praga pode saltar das marmotas para os humanos através da picada da pulga tarbagan (Ceratophyllus silantievi) ou através do consumo de carne. Epizootias de marmota são conhecidas por co-ocorrerem com epidemias humanas na mesma área. As epidemias de peste humana nessa área são em grande parte peste pneumônica, a forma mais mortal de peste. Em 2019, um casal mongol morreu de peste depois de comer carne crua de marmota.

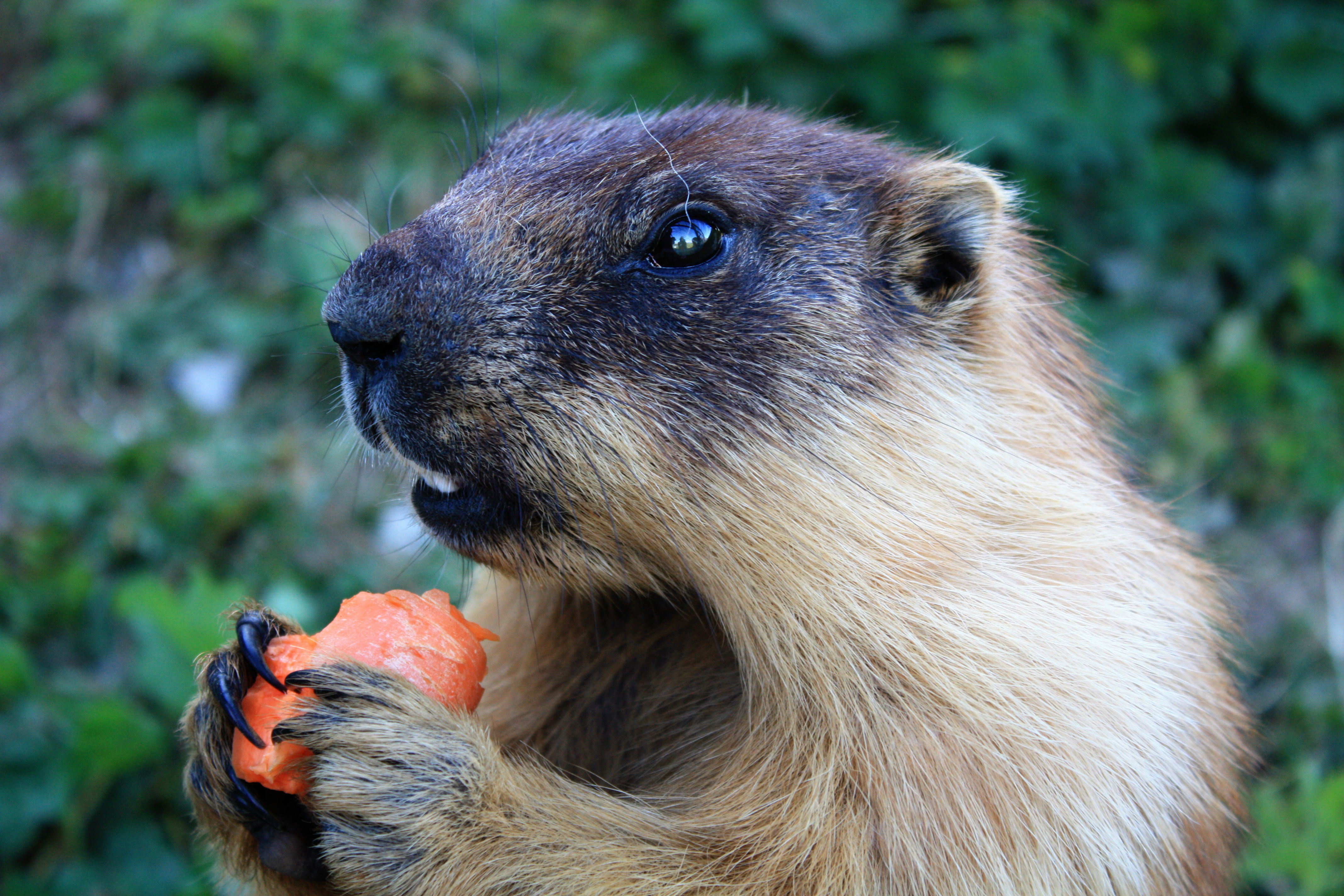
Marmota sibirica se alimentando

## Hábitos Alimentares da Marmota Sibirica
Essas marmotas são herbívoras e têm uma dieta bastante simples, que consiste basicamente de gramíneas. Além disso, comem de 10 a 15 tipos de ervas, bem como plantas de madeira, como artemísia.
O teor de celulose de uma dieta típica é de 20 a 25%. Quando esse conteúdo é muito alto, o consumo e a assimilação dos alimentos diminuem. Para procurar por vegetação fresca, elas costumam subir mais alto para alcançar suprimentos de comida intocada.